# Messebahnhof
Als Messebahnhöfe werden Bahnhöfe bezeichnet, die speziell für die Anreise zu Messegeländen erbaut wurden und sich deswegen meist in deren direkter Nähe befinden. In Einzelfällen ist ihr Name auch erst durch Umbenennung bestehender Stationen entstanden (z. B. Köln-Deutz oder Haagen (Baden)).

## Messebahnhöfe in Deutschland

### Vollbahn und S-Bahn
- Augsburg Messe
- Berlin Messe Nord/ZOB[A 1]
- Berlin Messe Süd (Eichkamp)[A 1]
- Frankfurt am Main Messe
- Freiburg Messe/Universität
- Halle Messe
- Hamburg Dammtor[1]
- Hannover Messe/Laatzen[A 1]
- Hannover Messebahnhof (1953–1998)
- Köln Messe/Deutz[A 1]
- Leipzig Messe
- Lörrach-Haagen/Messe[A 1]
- Saarbrücken Messe
- Stuttgart Flughafen/Messe[A 1]

### U-Bahn
- U-Bahnhof Messe in Nürnberg

## Messebahnhöfe in Österreich
- Graz Ostbahnhof-Messe
- Wels Messe (an der Almtalbahn)